# Poritia krishna
Poritia krishna är en fjärilsart som beskrevs av Hans Fruhstorfer 1919. Poritia krishna ingår i släktet Poritia och familjen juvelvingar. Inga underarter finns listade i Catalogue of Life.